# المدرسة البلدية
المدرسة البلدية، المعروفة أيضًا باسم مدرسة منكلي بغا الأحمدي، تُعد من أبرز المدارس المملوكية في القدس الشريف. أسسها الأمير سيف الدين منكلي بغا الأحمدي، نائب السلطنة المملوكية في حلب، قبل عام 782 هـ / 1380 م. تقع المدرسة في الجهة الغربية من الحرم القدسي، إلى الشمال من باب السلام (باب السكينة)، بجوار المدرسة السلطانية وباب السلسلة .

## التأسيس والوقف
أنشأ الأمير سيف الدين منكلي بغا الأحمدي المدرسة البلدية كوقف تعليمي ديني، حيث كانت تُدرّس فيها العلوم الشرعية واللغوية، وتُعتبر مصدر إشعاع تربوي واجتماعي في القدس خلال العهد المملوكي .

## الموقع المعماري
تقع المدرسة في الجهة الغربية من الحرم القدسي، إلى الشمال من باب السلام (باب السكينة)، بجوار المدرسة السلطانية وباب السلسلة .

## الوظيفة التعليمية والدينية
كانت المدرسة تُدرّس العلوم الشرعية واللغوية، وتُعتبر مصدر إشعاع تربوي واجتماعي في القدس خلال العهد المملوكي .

## إرث معماري وتاريخي
تُعد المدرسة البلدية من أبرز المعالم المعمارية في القدس المملوكية، وتُظهر الطراز المعماري الإسلامي في تلك الحقبة. كما أنها تُعتبر جزءًا من التراث الثقافي والتاريخي للمدينة.

## الهندسة المعمارية
تُعتبر المدرسة البلدية نموذجًا للعمارة الإسلامية المملوكية، وتمتاز بـ:
- بوابة حجرية ضخمة مزخرفة بالنقوش والزخارف الهندسية.
- إيوان كبير مخصص للدرس.
- غرف سكنية للطلاب والعلماء.
- محراب مزين بزخارف نباتية.
- استخدام الحجر المقدسي الأبيض والأسود في نمط الأبلق (تناوب الألوان).

كما تحتوي المدرسة على نقوش تأسيسية تذكر اسم المؤسس وتاريخ الوقف.

## أقسام التدريس فيها
تنوّعت مجالات التعليم في المدرسة وتشكلت على النحو التالي:
1. العلوم الدينية:
  - الفقه الإسلامي (بالمذهب الشافعي).
  - التفسير وعلوم القرآن.
  - الحديث الشريف.
2. اللغة العربية:
  - النحو والصرف.
  - البلاغة والأدب.
3. العلوم العقلية:
  - المنطق.
  - الفلك أحيانًا.

كان التدريس يتم في حلَق علمية يومية، ويشرف عليها نخبة من العلماء المعروفين في تلك الفترة، وغالبًا ما تكون بإشراف مباشر من القاضي أو أحد أعلام المدينة.